# Metalmania ’87
Metalmania ’87 – seria trzech płyt – splitów, nagranych na żywo na festiwalu Metalmania w 1987 roku. Każda z trzech płyt zawiera krótkie występy dwóch zespołów.
Lista trzech splitów w Metalmanii ’87:
- Open Fire, Stos
- Hammer, Destroyer
- Wilczy Pająk, Dragon

Listy utworów wszystkich trzech płyt:

## Open Fire, Stos
Strona A (Open Fire)
1. "Twardy jak skała" – 3:19
2. "Metal Top 20" – 2:54
3. "Open Fire" – 3:32
4. "Widmowy władca" – 4:17
5. "Lwy ognia" – 5:25

Strona B (Stos)
1. "Łuna istnienia" – 6:30
2. "Ostatni dreszcz" – 3:28
3. "Obłęd dusz" – 6:34
4. "Stos" – 4:31

## Hammer, Destroyer
Strona A (Hammer)
1. "Hiena" – 4:24
2. "Demony nocy" – 3:30
3. "Zabij go jak zwierzę" – 3:44
4. "Wśród mrocznej ciszy" – 3:28
5. "Nasze złoto" – 4:19

Strona B (Destroyer)
1. "Straszliwa klątwa" – 3:32
2. "Czarne okręty" – 4:30
3. "Młot na św. inkwizycję" – 4:45
4. "Krzyż i miecz" – 3:39

## Wilczy Pająk, Dragon
Strona A  (Wilczy Pająk)
1. "Jazda Lucyfera" – 2:46
2. "Groźba" – 3:33
3. "Nocny strach" – 3:00
4. "Zemsta mściciela" – 3:03
5. "Nóż w dłoni" – 5:48

Strona B (Dragon)
1. "Beliar" – 6:24
2. "Dzień pogrzebu" – 4:20
3. "Niedaleki koniec" – 5:02
4. "Armagedon" – 5:28